# Corned Beef

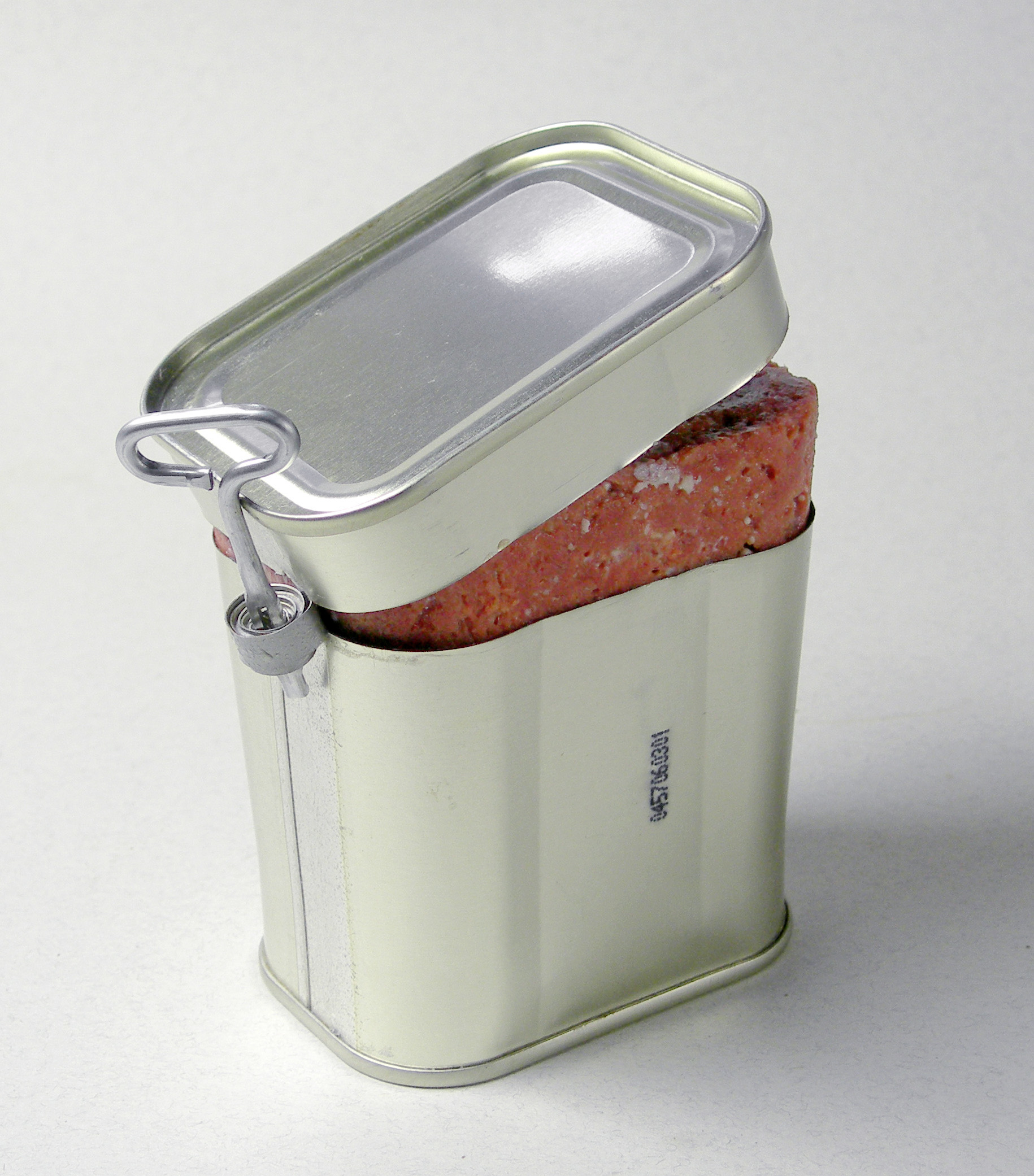
Corned Beef in Konservendose

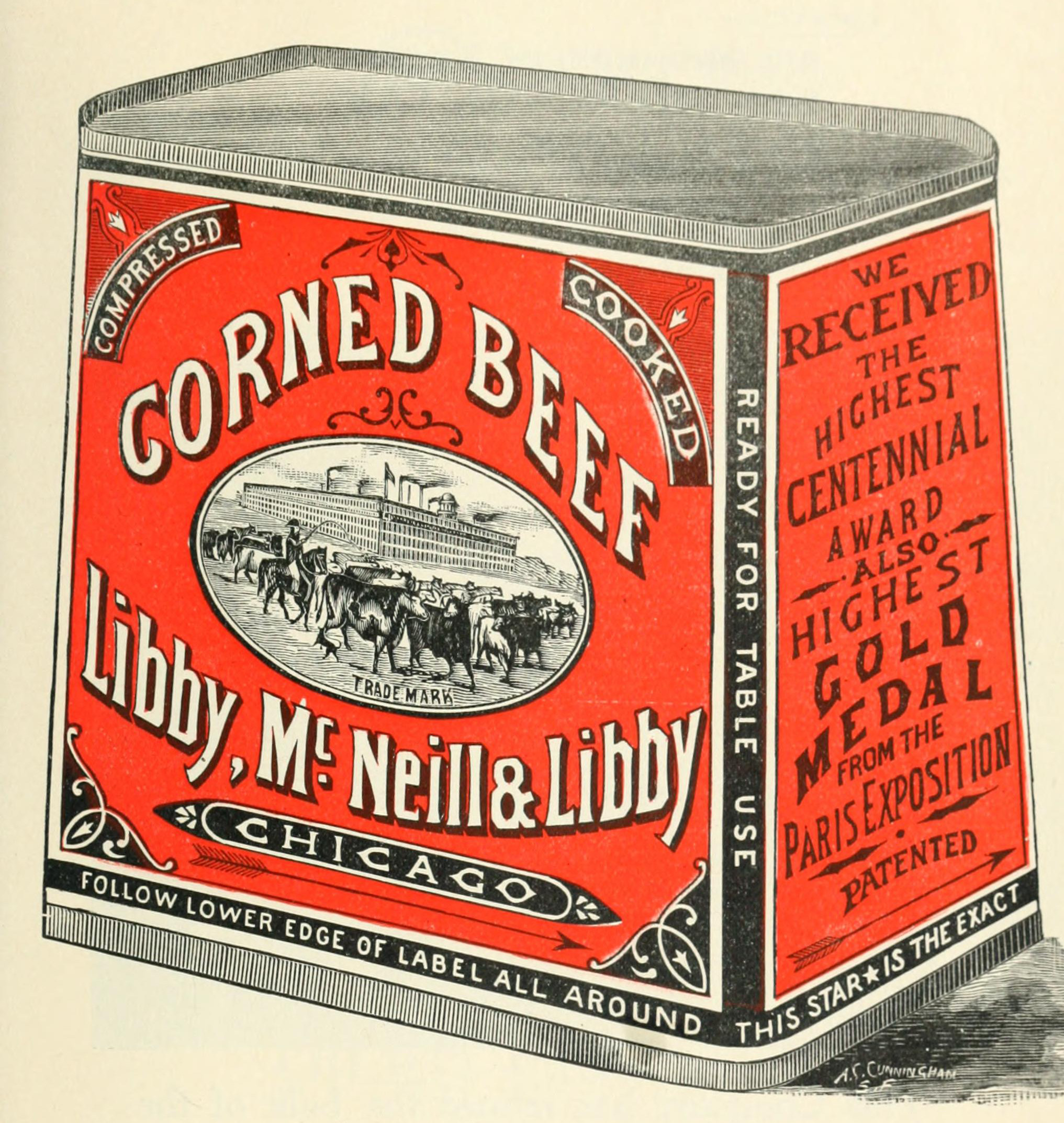
Corned Beef in der typisch konischen Dose

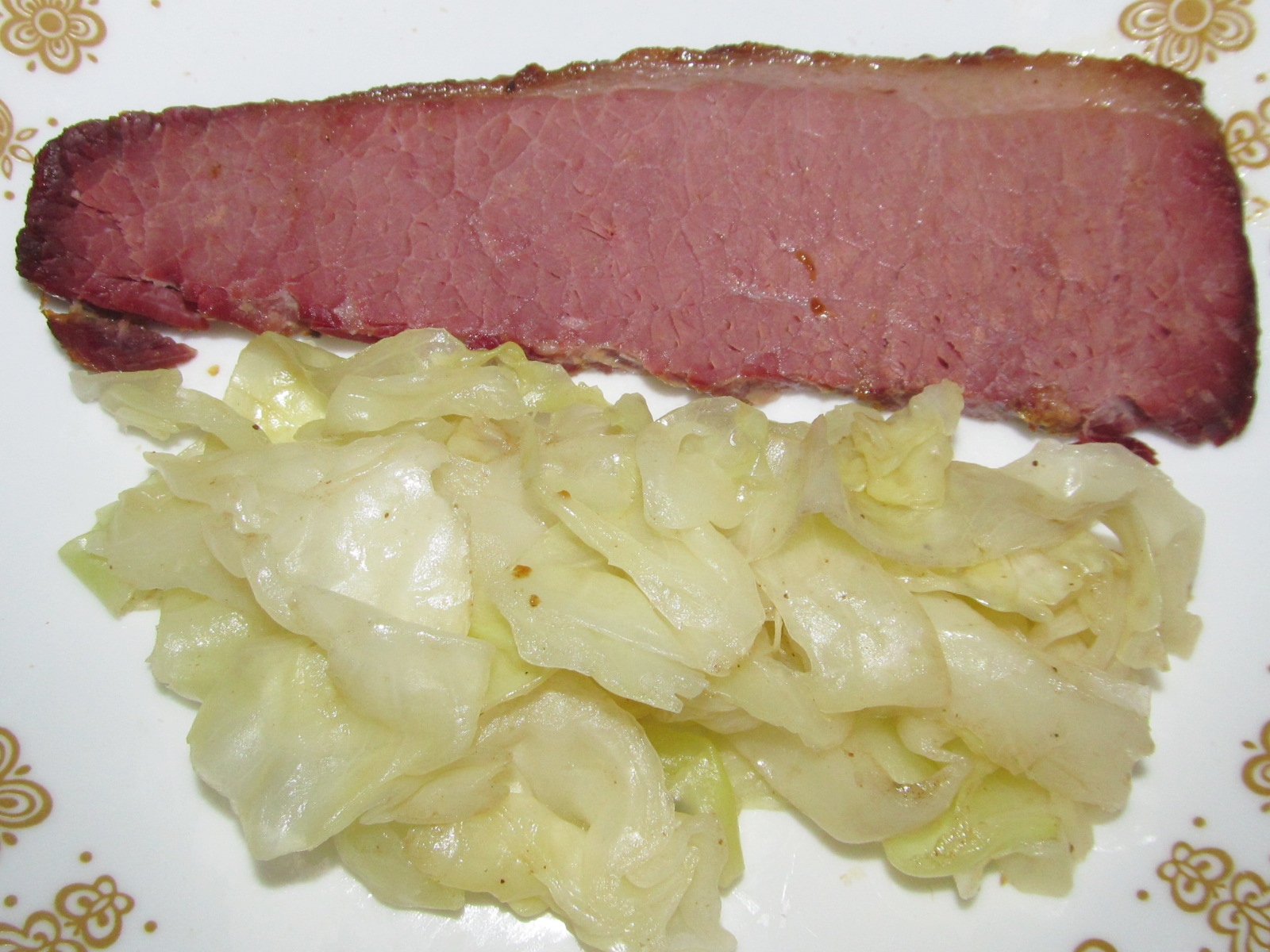
Eine Scheibe Corned Beef mit Kohl

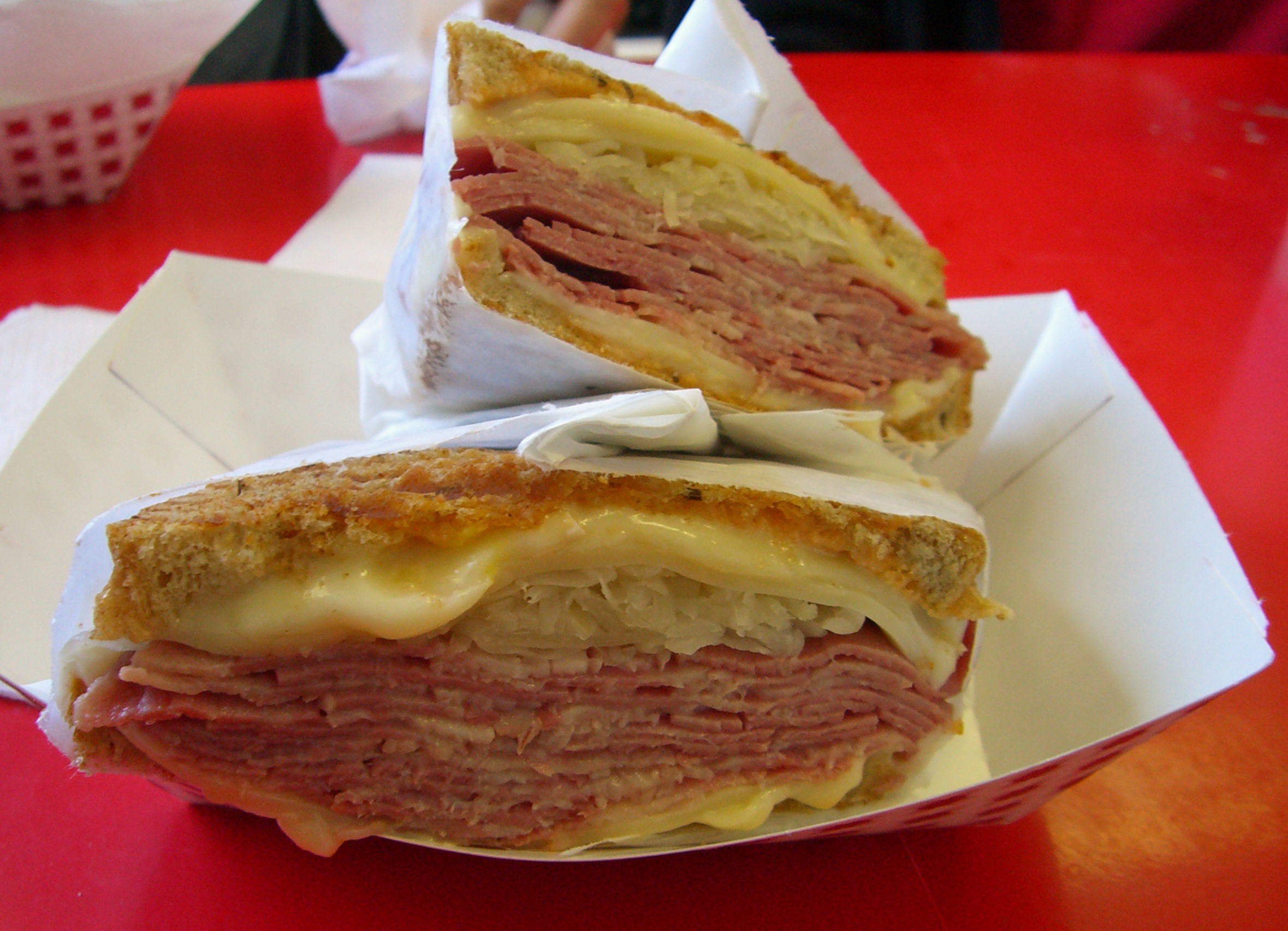
Reuben-Sandwich-Hälften

Corned Beef bezeichnet im Britischen Englisch gepökeltes, im eigenen Saft gekochtes Rindfleisch, das zerkleinert und gepresst in Dosen verkauft wird (auch Bully Beef genannt).
Im Amerikanischen Englisch wird dieses Erzeugnis auch als Canned pressed beef bezeichnet, während man mit Corned beef gepökelte, gekochte Rinderbrust meint, die in Scheiben geschnitten die Basis für z. B. Reuben-Sandwiches bildet. Die Briten wiederum bezeichnen Letzteres als Salt beef oder Pickled beef.
In Deutschland hergestelltes deutsches Corned beef ist meist ein Fleischerzeugnis, dessen Ausgangsmaterial grob entsehntes Rindfleisch ist, das vorgebrüht, umgerötet, zerkleinert und durch Erhitzen haltbar gemacht wird. Es zählt zu den Sülzwürsten.
Traditionelle Corned-Beef-Dosen haben meist eine sich nach oben verjüngende Form, die es erleichtert, das Pressfleisch in einem Stück aus der Dose zu entnehmen.

## Wortherkunft
Der Wortteil corned leitet sich von ‚corn‘ ab, einem alten englischen Synonym für Korn (wie in Salzkorn, Pfefferkorn, Sandkorn), das im Deutschen wurzelt und vom Konservierungsprozess mittels groben Salzes zeugt.
Das englische Wort Corning steht für eine besondere Art des Pökelns, nämlich Trockenpökeln durch Einreiben mit körnigem Salz, und hat nichts mit dem Wort ‚corn‘ im Sinne von Getreide- oder Maiskorn zu tun.
Der Begriff Bully Beef für Corned Beef in Dosen entstand vermutlich während des Ersten Weltkrieges unter den britischen Soldaten aus dem französischen Begriff bouilli boeuf für gekochtes Rindfleisch.

## Herstellung
Corned Beef wird aus Rindfleisch (Brust oder Bauch) hergestellt, das eine Woche bis einen Monat lang trocken eingesalzen wird. Historische Rezepte schrieben Salpeter vor (Nitrite, um Botulismus vorzubeugen), heutzutage wird Natriumnitrit für das Pökeln eingesetzt, das dem Fleisch eine feste Struktur sowie eine rosa Farbe verleiht. Gewürze wie Koriander, Senfkörner, Lorbeerblätter und Knoblauch runden den Geschmack ab.
Durch den Kochsaft geliert es zu einem schnittfesten Block. Verwendet wird langfaseriges Muskelfleisch wie z. B. Rinderbrust. Corned Beef wird vor allem in Argentinien und Brasilien hergestellt.
Das gepökelte Rindfleisch wird kalt oder warm serviert. In Irland wird es traditionell warm mit Kohl gegessen und gilt auch in Neuengland als traditionelles Festessen am Saint Patrick’s Day. Obwohl es sich um ein einfaches Alltagsgericht handelt, stand Corned beef and cabbage im 19. Jahrhundert auf der Speisekarte vieler US-amerikanischer Grandhotels. In Scheiben geschnitten ist es Bestandteil des Reuben-Sandwichs.
In Deutschland wird in Konserven „deutsches Corned Beef“ oder „Kraftfleisch“ angeboten, das aus zerkleinertem und erhitztem Rindfleisch in Aspik besteht. Zum Erreichen der Schnittfestigkeit darf Gelatine zugesetzt werden. „Deutsches Corned Beef“ wird außerdem als Aufschnitt angeboten. Echtes Corned Beef ist Bestandteil der norddeutschen Spezialität Labskaus.

## Geschichte
Der Begriff Corned Beef kann um 1621 schriftlich nachgewiesen werden, als er in Anatomie der Melancholie erwähnt wird. Auch den ersten Siedlern Amerikas war Corned Beef bereits bekannt; in die jüdischen Delikatessenläden der USA kam es wahrscheinlich wegen der koscheren Zubereitung, da das Einsalzen dem Fleisch das Blut entzieht.
Ein Rezept aus dem 19. Jahrhundert nennt folgende Zutaten: 50 Pfund Rindfleisch, 3 Pfund grobes Salz, 1 Unze Salpeter (ca. 28 g), 3/4 Pfund Zucker, 2 Gallonen Wasser (ca. 7,6 l).
In Großbritannien und in den USA wird Corned beef auch frisch zubereitet in Metzgereien und Delikatessengeschäften verkauft. Es ist ungeklärt, ob diese spezielle Variante von Pökelfleisch zuerst in Großbritannien oder in Mittel- oder Osteuropa hergestellt wurde. Nach der Entstehung der Konservenindustrie in England entwickelte sich Irland im 19. Jahrhundert zum Hauptexporteur von Corned Beef in Dosen, ehe die Besitzer großer Rinderherden in Südamerika die Marktführerschaft übernahmen. Bis zum Zweiten Weltkrieg war dieses Fleisch in Großbritannien und in den USA sehr populär, während es heute in Dosenform vor allem als Militärverpflegung dient.

## Ähnliche Produkte
Frühstücksfleisch ist ein ähnliches Produkt aus Schweinefleisch.